# نهر رادبوزا

نهر رادبوزا (بالتشيكية: Radbuza ، بالألمانية: Radbusa) هو نهر في جمهورية التشيك يبلغ طوله 109.7 كيلومترا (68.2 ميل)، وتبلغ مساحة حوضه حوالي 2،190 كيلومتر ا مربعا (850 ميلا مربعا)، منها 2،182 كيلومتر مربع (842 ميل مربع) في جمهورية التشيك.
يقع منبعه عند سفح جبل ليسا (Lysá) ،الواقع بالقرب من قرية زافيست (Závist) القريبة من مدينة دوماجليتسه (Domažlice).
يمر النهر عبر قرى وبلدات: ريبنيك (Rybník)، سمولوف (Smolov)، بيلا ناد رادبوزو (Bělá nad Radbuzou)، هورشوفسكي (Horšovský)، تين (Týn)، ستانكوف (Staňkov)، هوليشوف (Holýšov)، ستود (Stod)، خوتيشوف (Chotěšov)، زبوخ (Zbůch)، دوبرجاني (Dobřany) حتى يصل مدينة بلزن (Plzeň) وهناك يلتقي مع نهر مجه ليكونا نهر بيرونكا الذي يصب في نهاية مطافه في نهر فلتافا قرب مدينة براغ.
أهم روافد نهر رادبوزا هي: زوبرجينا (Zubřina)، ميركلينكا (Merklinka)، و أوهلافا (Úhlava).

## صور لنهر رادبوزا

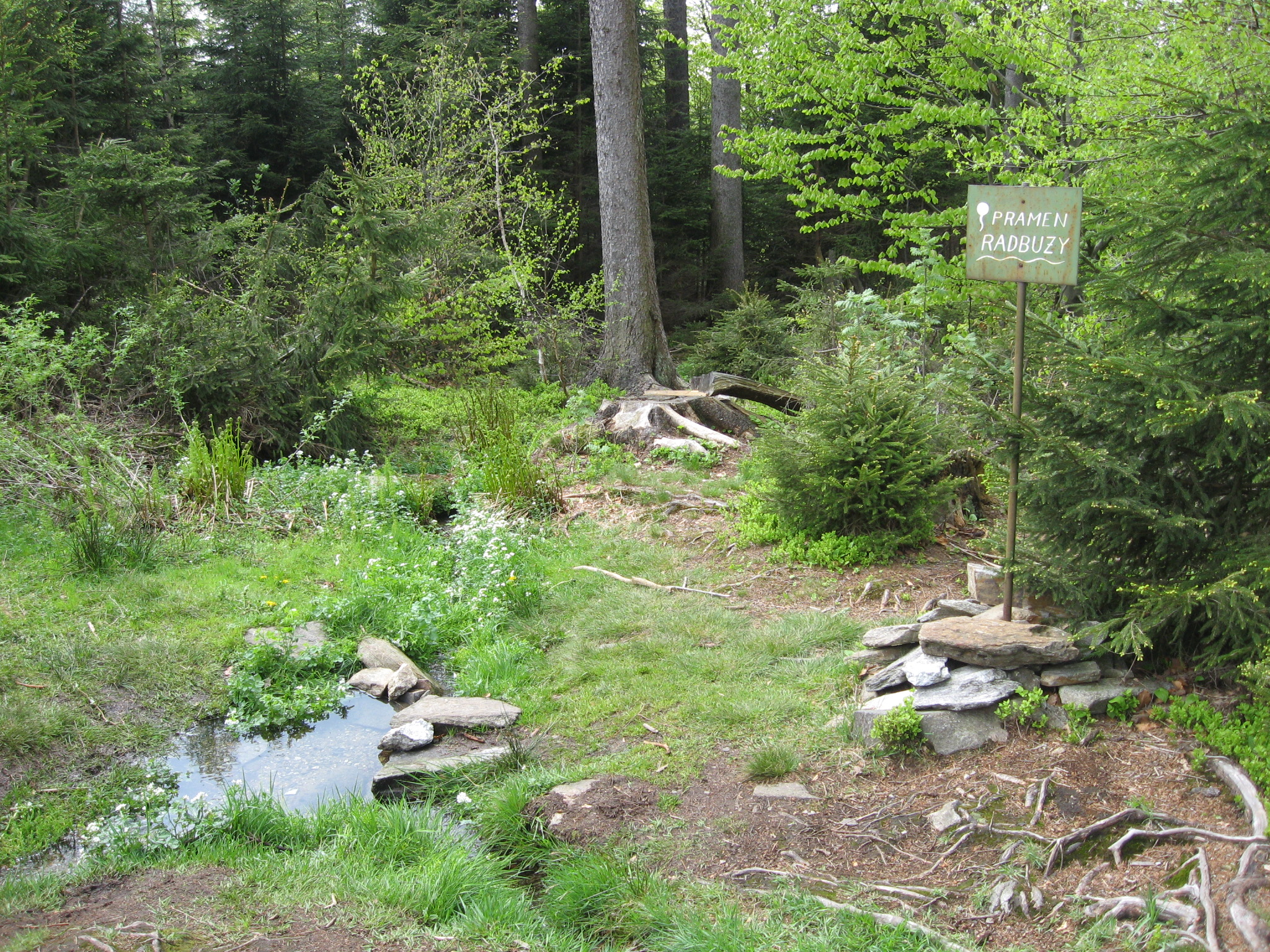
ربيع رادبوزا
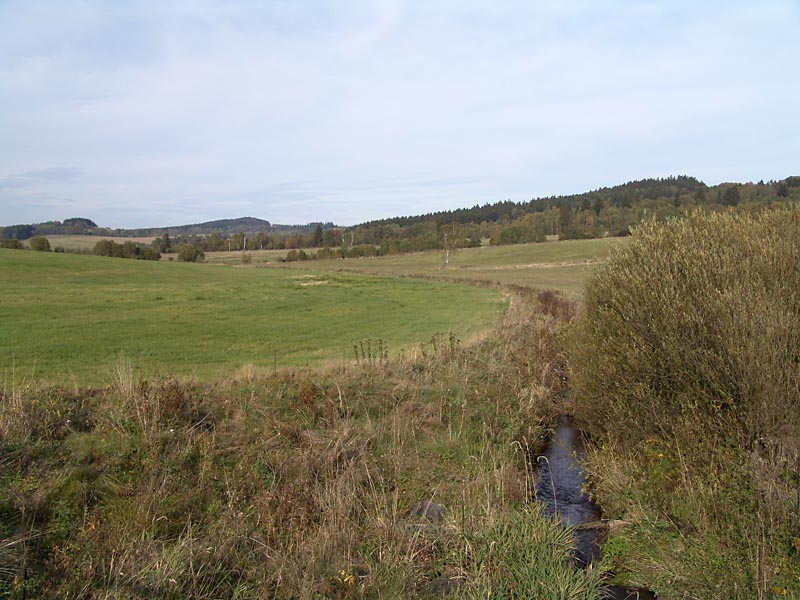
نهر رادبوزا على بعد كيلومتر واحد من منبعه بالقرب من دموجليتسه
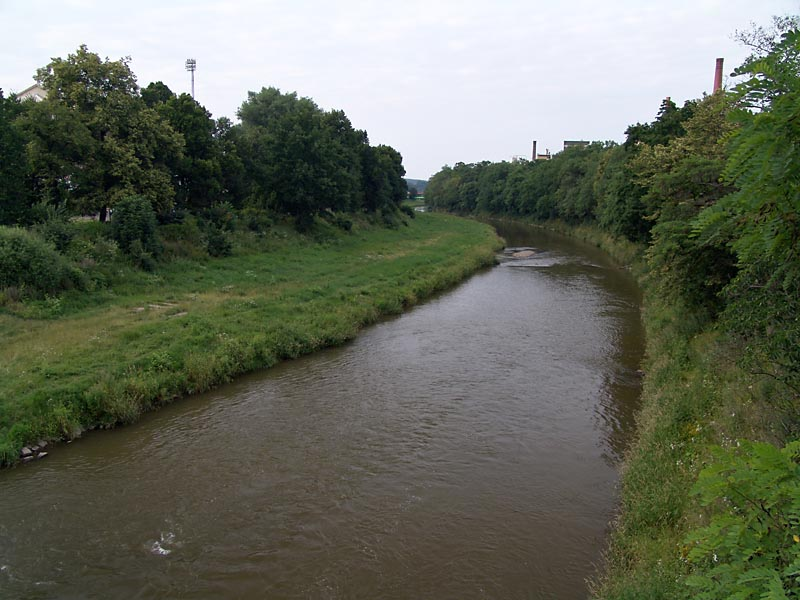
نهر رادبوزا قبل كيلو متر واحد من التقائه بنهر مجه في بلزن.
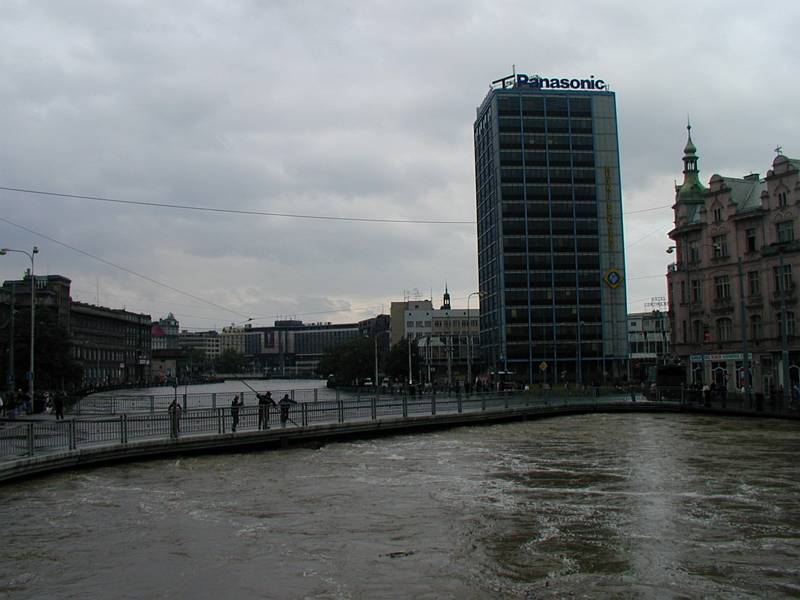
نهر رادبوزا في مدينة بلزن في فيضان سنة 2002.
نهر رادبوزا في مدينة بلزن في فيضان سنة 2002.نهر رادبوزا في مدينة بلزن في فيضان سنة 2002.